# Dicranomyia (Dicranomyia) smythiana smythiana
Dicranomyia (Dicranomyia) smythiana smythiana is een ondersoort van de tweevleugelige Dicranomyia (Dicranomyia) smythiana uit de familie steltmuggen (Limoniidae). De ondersoort komt voor in het Neotropisch gebied.